# Abarita
Abarita (tiếng Ả Rập: عبريتا) là một ngôi làng Syria nằm ở Kafr Takharim Nahiyah ở huyện Harem, Idlib. Theo Cục Thống kê Trung ương Syria (CBS), Abarita có dân số 528 trong cuộc điều tra dân số năm 2004. Đó là một ngôi làng Druze của vùng Jabal al-Sumaq.